# Rocklake
Rocklake är en ort i Towner County i delstaten North Dakota, USA.